# Усть-Кабырзинское сельское поселение
Усть-Кабырзи́нское се́льское поселение — муниципальное образование в восточной части Таштагольского района Кемеровской области.
Административный центр — посёлок Усть-Кабырза.

## География
Граничит: на севере — с Междуреченским городским округом, на востоке — с Республикой Хакасия, на юге и юго-западе — с Кызыл-Шорским сельским поселением, на западе — с Таштагольским городским поселением, на северо-западе — с Шерегешским городским поселением. По территории поселения протекает река Мрассу.

## История
- В июле 2009 года археологическая экспедиция Новокузнецкого Государственного педагогического института, возглавляемая доцентом кафедры истории Юрием Викторовичем Шириным провела раскопки в районе п. Усть-Кабырза. В скальном грунте было вскрыто погребение, в котором найдены останки скелета женщины и богатый погребальный инвентарь: глиняный орнаментированный сосуд, бронзовый нож в ножнах, бронзовые и каменные бусы, бронзовое зеркало и шейная гривна. Все эти предметы свидетельствует о том, что женщина из знатного и богатого рода. После проведения экспертизы останков и найденных предметов, находки были переданы в таштагольский музей.
- 29 апреля 2010 в СМИ появилось сообщение о том, что житель поселка Сензаские Кичи, охотник Афанасий Кискоров, спас от гибели в реке Кабырза гоминида[2][3].

Усть-Кабырзинское сельское поселение образовано 17 декабря 2004 года в соответствии с Законом Кемеровской области № 104-ОЗ.

## Население
| 2010  | 2011  | 2012  | 2013  | 2014  | 2015 | 2016 |
| ----- | ----- | ----- | ----- | ----- | ---- | ---- |
| 1066  | ↘1065 | ↘1025 | ↘1005 | ↘1002 | ↘993 | ↗997 |
| 2017  | 2018  | 2019  | 2020  | 2021  |      |      |
| ↗1009 | ↘999  | ↘994  | ↘988  | ↘936  |      |      |

## Организации
На административном участке расположены следующие объекты: администрация Усть-Кабырзинского сельского поселения, дом рыбака, турбаза «Трехречье», особо охраняемая природная территория «Шорский национальный парк».

## Состав сельского поселения
| №  | Населённый пункт      | Тип населённого пункта          | Население |
| -- | --------------------- | ------------------------------- | --------- |
| 1  | Анзас                 | посёлок                         | 0         |
| 2  | Белка                 | посёлок                         | 22        |
| 3  | Верхние Кичи          | посёлок                         | 0         |
| 4  | Верхний Алзак         | посёлок                         | 9         |
| 5  | Верхний Бугзас        | посёлок                         | 38        |
| 6  | Верхний Нымзас        | посёлок                         | 16        |
| 7  | Верхняя Александровка | посёлок                         | 5         |
| 8  | Джелсай               | посёлок                         | 6         |
| 9  | Кантус                | посёлок                         | 2         |
| 10 | Колхозный Карчит      | посёлок                         | 0         |
| 11 | Нижние Кичи           | посёлок                         | 17        |
| 12 | Нижний Алзак          | посёлок                         | 9         |
| 13 | Нижний Нымзас         | посёлок                         | 1         |
| 14 | Новый                 | посёлок                         | 134       |
| 15 | Парлагол              | посёлок                         | 13        |
| 16 | Сарасет               | посёлок                         | 0         |
| 17 | Сензас                | посёлок                         | 32        |
| 18 | Средние Кичи          | посёлок                         | 12        |
| 19 | Средний Бугзас        | посёлок                         | 12        |
| 20 | Средняя Пурла         | посёлок                         | 3         |
| 21 | Таска                 | посёлок                         | 14        |
| 22 | Узунгол               | посёлок                         | 2         |
| 23 | Усть-Азас             | посёлок                         | 32        |
| 24 | Усть-Кабырза          | посёлок, административный центр | 523       |
| 25 | Усть-Карагол          | посёлок                         | 17        |
| 26 | Усть-Кезес            | посёлок                         | 24        |
| 27 | Усть-Пызас            | посёлок                         | 24        |
| 28 | Чилису-Анзас          | посёлок                         | 52        |
| 29 | Эльбеза               | посёлок                         | 47        |

## Достопримечательности
- Азасская пещера